# Houda Darwich

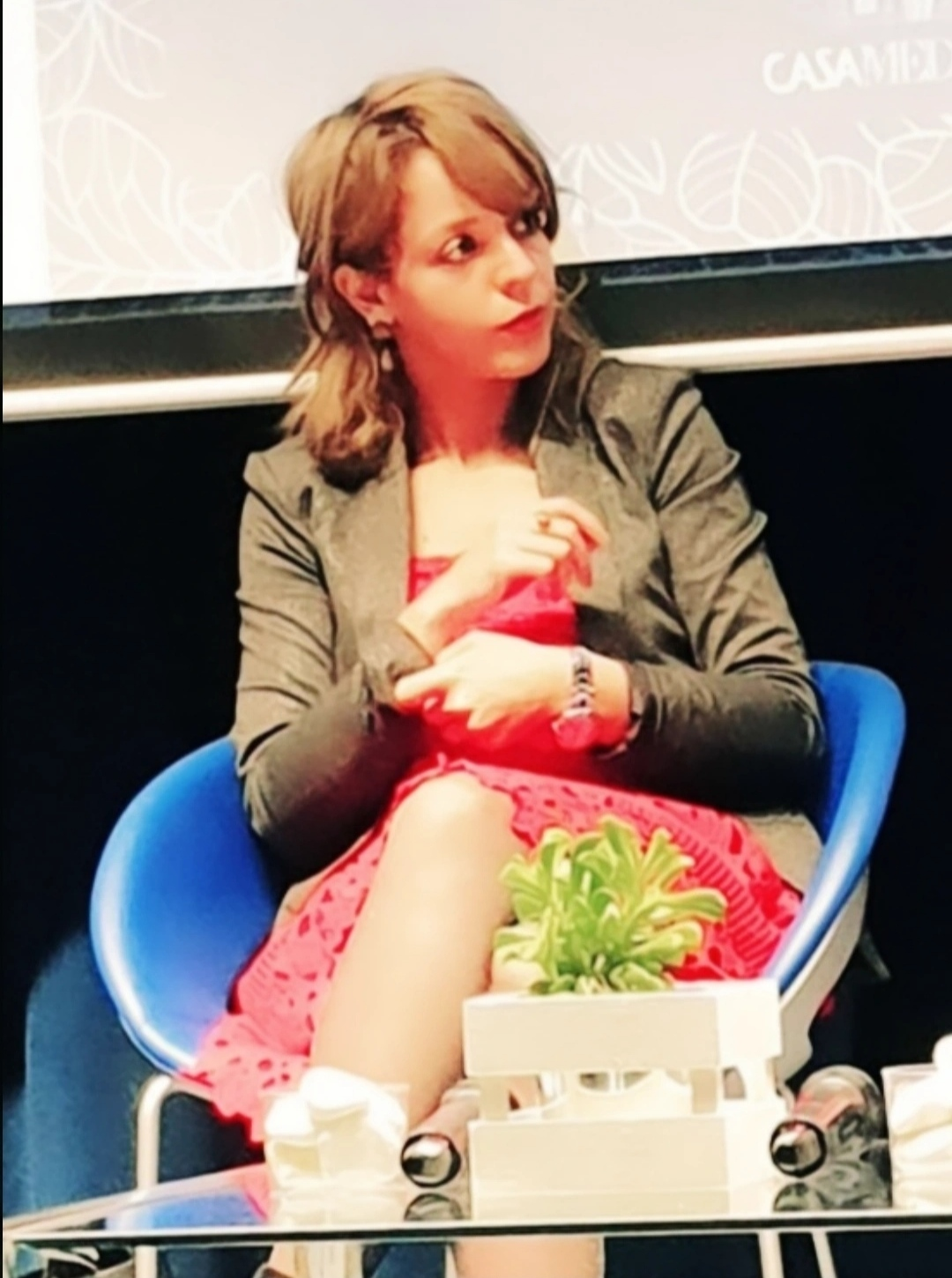
La scrittrice nel 2018

Houda Darwich (Algeri, 26 novembre 1991) è una scrittrice, poeta, attivista per i diritti delle donne algerina.

## Biografia
Secondo Abdel Madjid Djaber, critico palestinese, è una "affascinante signora della letteratura algerina". 
Ha proseguito i suoi studi di medicina tra università francese e algerina, attualmente come pediatra e neonatologa.
L'ex caporedattore di Rose al-Yūsuf, Essam Abdel-Aziz, ha dichiarato: "Houda Darwish è una donna creativa la cui scrittura ci ha fatto tornare alla belle epoque".

## Letteratura

### Storie
- نساء بلا ذاكرة ( Donne senza memoria 2015 ) [7][8]
- كوكينيا ( kokkinia 2019 )

### Poesia
- لأنك دائما تكون غيرك ("un altro tu , 2017") [9]